# Robert Parish
Robert Lee Parish (ur. 30 sierpnia 1953 w Shreveport) – amerykański koszykarz, środkowy. Czterokrotny mistrz NBA. Członek Koszykarskiej Galerii Sław im. Jamesa Naismitha. Nosił przydomek „Wódz” (The Chief). Po zakończeniu kariery zawodniczej trener koszykarski.
Mierzący 215 cm wzrostu koszykarz studiował na Centenary College of Louisiana. Do NBA został wybrany z 8. numerem w drafcie 1976 przez Golden State Warriors. W Warriors grał przez 4 sezony, kiedy to został wytransferowany do Boston Celtics. W Bostonie z Larrym Birdem oraz Kevinem McHale’em stworzył trio, które trzy razy (1981, 1984, 1986) poprowadziło Celtics do mistrzostwa. W barwach Celtics występował do 1994 roku. Kolejne dwa lata spędził w Charlotte Hornets, natomiast w sezonie 1996/97 był zawodnikiem Chicago Bulls. Miał już wówczas prawie 44 lata i pełnił rolę rezerwowego, jednak zdobył swój ostatni, czwarty, tytuł mistrzowski.
W ciągu 21 lat spędzonych w NBA rozegrał 1611 spotkań, co jest rekordem wszech czasów ligi. Jest także najstarszym zawodnikiem w historii (43 lata 118 dni), który rozpoczynał mecz w składzie wyjściowym. 
Koszykarz nosił przydomek „Wódz”, umiejętnie zbierał piłki w ważnych meczach. 
Dziewięć razy brał udział w NBA All-Star Game. W 1996 znalazł się wśród 50 najlepszych graczy występujących kiedykolwiek w NBA.

## Osiągnięcia

### NCAA
- Zaliczony do Akademickiej Galerii Sław Koszykówki (2006)[7]

### NBA
Drużynowe
- 4-krotny mistrz NBA (1981, 1984, 1986, 1997)[8]
- dwukrotny wicemistrz NBA (1985, 1987)[8]

Indywidualne
- Wybrany do[9]:
  - II składu NBA (1982)
  - III składu NBA (1989)
  - grona 50 najlepszych zawodników w historii NBA (NBA’s 50th Anniversary All-Time Team – 1996)[10]
  - składu najlepszych zawodników w historii NBA, wybranego z okazji obchodów 75-lecia istnienia ligi (2021)[11]
  - Koszykarskiej Galerii Sław (Naismith Memorial Basketball Hall Of Fame - 2003)[12]
- 9-krotny uczestnik meczu gwiazd NBA (1981–87, 1990–91)[1]
- Lider:
  - play-off w średniej bloków (1982)[13]
  - wszech czasów NBA w liczbie rozegranych spotkań (1611)[14]
- 4-krotny zawodnik tygodnia NBA (30.11.1980, 21.03.1982, 16.11.1986, 18.12.1988)[15]
- Klub Boston Celtics zastrzegł należący do niego numer 00[16]
- Rekordzista klubu Celtics w liczbie bloków (stan na 3.01.2017)[17]:
  - (214), uzyskanych podczas pojedynczego sezonu (1980/1981)
  - (9), uzyskanych podczas pojedynczego spotkania, w konfrontacji z Atlantą Hawks (17.03.1982)

### Reprezentacja
- Mistrz igrzysk panamerykańskich (1975)[18]

### Trenerskie
- Trener Roku USBL (2001)